# Újpest FC
Az Újpest FC a második legrégebben alapított magyar sportegyesület labdarúgócsapata, melynek székhelye Újpesten, Budapest IV. kerületében található. A lila-fehérben szereplő csapat 20-szoros magyar bajnok, 21-szeres magyar bajnoki második helyezett, 18-szoros magyar bajnoki harmadik helyezett, 11-szeres magyar kupagyőztes, 6-szoros kupadöntős, 3-szoros magyar Szuperkupa-győztes, Nemzetek Tornája-győztes, 2-szeres KK-győztes.
Magyarország harmadik legsikeresebb labdarúgócsapata, csak a Ferencvárosi TC és az MTK előzi meg bajnoki címek, illetve kupagyőzelmek számában. Újpesten az alapítást követő 14 évben csak szertornára, atlétikára szakosodtak. A labdarúgó szakosztály 1899-ben kezdte meg működését.
Az Újpest történetének 2723. első osztályú mérkőzését játszotta 2008. augusztus 30-án, amivel az élvonalbeli mérkőzések számát tekintve az örök-ranglista első helyére lépett, megelőzve ezzel az ősi rivális Ferencvárost.

## Történelem

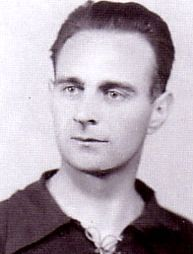
Zsengellér Gyula, az örök góllövő ranglistán a második

### Korai évek
1885-ben néhány sportolni vágyó fiatal, megalapította az Újpesti Torna Egyletet (ÚTE). Mivel a testedzést ekkoriban a szertorna jelentette az újpesti sportemberek első tömörülése is e sport űzése céljából jött létre. Goll János iskolai tanár Deák utcai lakásán Berényi Antal, Székely-Sonnenfeld Ábris és Ugró Gyula elhatározta, hogy megalapítják az Újpesti Torna Egyletet. Hivatalosan 1885. június 16-án a piactéri iskola egyik tantermében húsz fiatal mondta ki az egylet megalakulását. Rövid időn belül további 78 fiatal csatlakozott s fogadta el a mottót: "Épség, Erő, Egyetértés!", és egyúttal azt is, hogy az egyesület színe legyen lila-fehér
H
1899. december 31-én, vasárnap délután fiatalok egy csoportja gyülekezett a Gyár utca 31. szám alatt. Még a község többi része a XIX. század utolsó szilveszterére készült az itt megjelenő 20 fős társaságot más foglalkoztatta. A Magyarországon pár éve meghonosodott játék szenvedélyétől hajtva meg akarták alapítani az első újpesti futballklubot. A délután 3 órakor kezdődő ülésen megválasztották a 8 fős tiszti kart, elnöknek Baráth Lajost jelölték ki. Majd meghatározták a klubtagság feltételeit. Az ülés végén az egylet a Újpest Football Club nevet kapta, színe az ÚTE-hoz hasonlóan lila-fehér lett.
Az Újpestieknek, mivel az eddigi homokos edzőpálya erre nem volt alkalmas új pályát kellett keresniük, amire a Pamutgyár melletti füves földrészt vélték a legalkalmasabbnak. Itt játszották le az újpesti futball történetének első mérkőzését a III. Kerületi TVE ellenében, ahol az újpestiek -meglepetésre- 1–1-es döntetlent értek el, az Újpest történetének első gólját Weidlinger érte el.
A magyar bajnokság 1901-ben indult útjára, az Újpest a másodosztályban kapott besorolást. Az első lila-fehér kezdő a következőképpen állt fel a Tisztviselők LE ellen: Ugró – Steiner, Szedlyár – Weidlinger, Pozsonyi, Neubrandt – Schön, Herczeg, Dinich, Meskó, Fürst. A mérkőzést az Újpest 8–0-ra nyerte. Végül a bajnokságban a 3. helyen végzett.
A klub 1905-ben jutott fel az első osztályba, ahonnan 1911–1912-es bajnokság végén kiesett, egy év alatt sikerült visszatérniük a legjobbak közé. Az 1912-es szezontól a csapat megszakítás nélkül az első osztálybanszerepel.

### Első aranykora

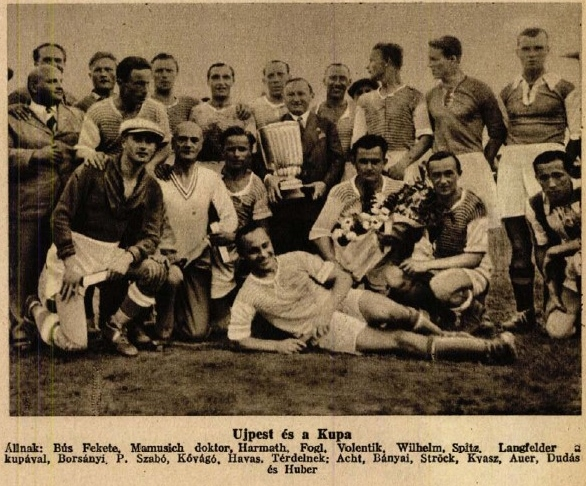
A bajnokok

Az MLSZ nem hitelesítette a Pamutgyár melletti pályát, így a klub vezetői arra a döntésre jutottak, hogy új pályát építenek a Népszigeten. A pálya felavatására 1903. május 24-én került sor. A pálya közel 20 évig szolgálta a csapatot majd 1922-ben átadták a Hajós Alfréd által tervezett Megyeri úti Stadiont. A stadion felépítését jelentős mértékben támogatta Aschner Lipót a Egyesült Izzó vezérigazgatója. Ekkortájt állt össze a védelemben és a válogatottban is a Fogl-gát, Fogl Károly és Fogl József testvérekkel. 1926-tól bevezették a profi futballt, ekkor változtatták meg először a csapat nevét, Újpest FC-re. A '20-as évek végét és a '30-as éveket tartják az első aranykorszaknak. Ekkor ötször is elhódították a Magyar bajnoki címet, kétszer sikerült megnyerniük a Közép-európai kupát és egyszer a Bajnokok Tornáját. Az erejüket az is jól mutatja, hogy 1926 és 1942 között minden évben a dobogón végeztek, emellett 5 kupadöntőt játszottak. Az Újpest 5 játékost adott az 1938-as labdarúgó-világbajnokságon ezüstérmet szerző magyar labdarúgó-válogatottba. Ezek név szerint Szűcs György, Szalay Antal, Balogh I. István, Vincze Jenő és a hatgólos magyar csillag Zsengellér Gyula voltak.

###### Bajnokok Tornája döntő
| 1930. július 6. |

| Újpest                  | 3 – 0   | Slavia Praha |
| ----------------------- | ------- | ------------ |
| Köves János 25' 64' 77' | (1 – 0) |              |

| Genf, Charmilles Stadion Nézőszám: 22 000 Játékvezető: Stanley Rous |

### A második világháború után

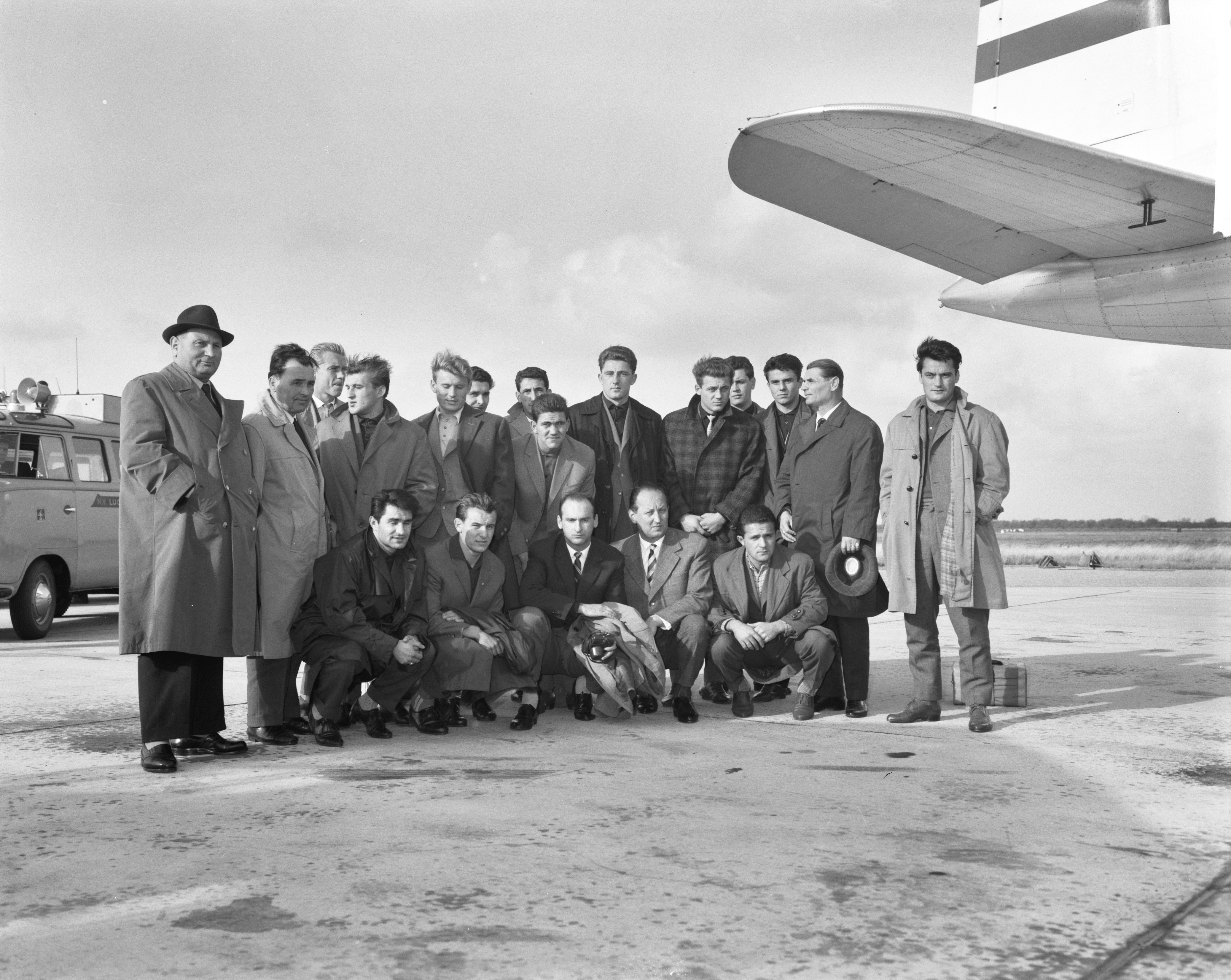
Újpest FC (Schiphol, 1961)

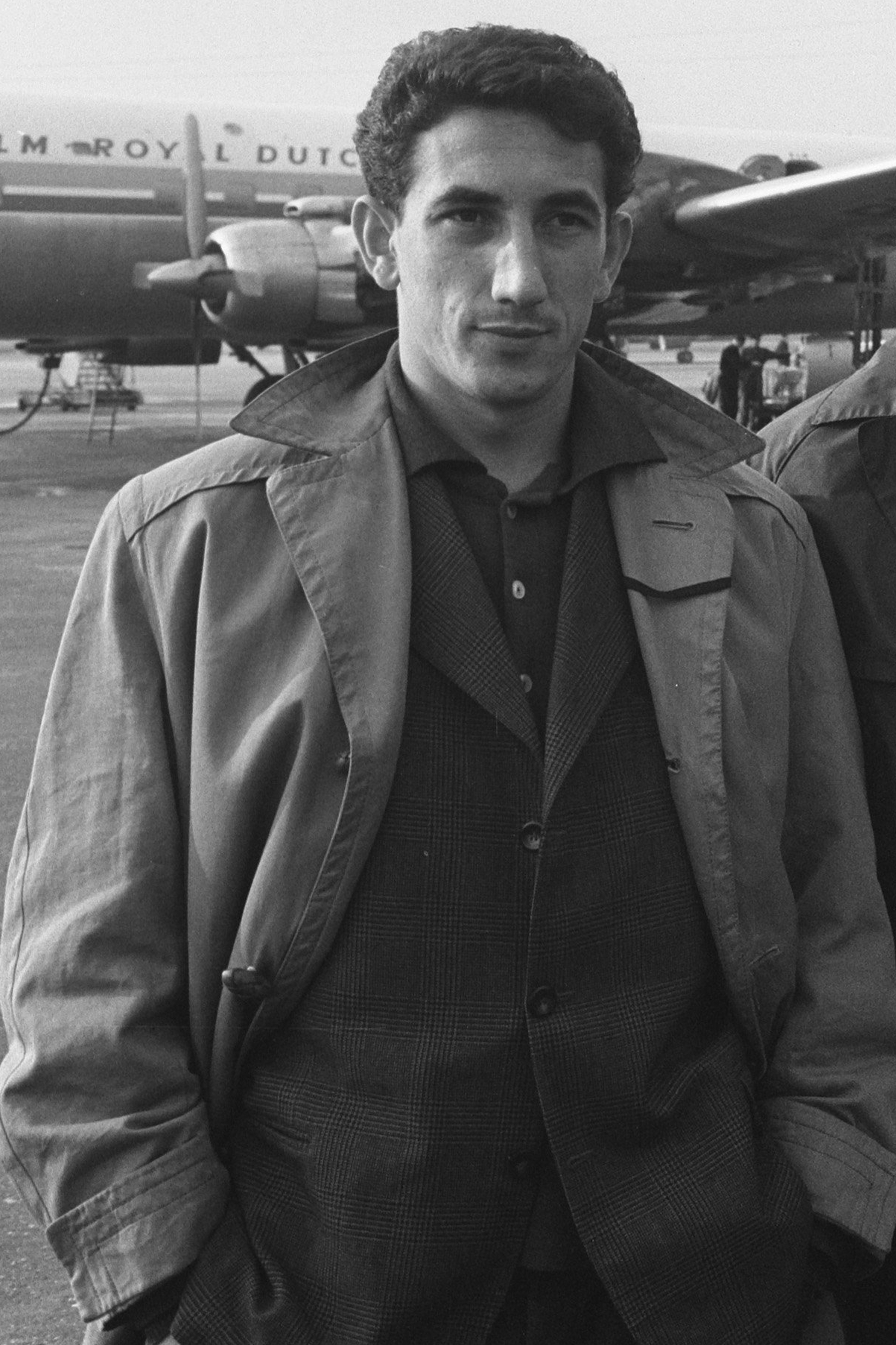
Göröcs János az 1961–1962-es kupagyőztesek Európa-kupájának gólkirálya.

A második világháborút követő 3 év mindegyikében az Újpest tudta megnyerni a bajnokságot, és ekkortájt 9 játékost adtak a válogatottba. Az 1945–1946-os szezonban 31 mérkőzésen keresztül nem találtak legyőzőre és a legtöbb gólt is ebben a szezonban lőtték, szám szerint 184-et.
1950-ben a kommunista kormány a rendőrség csapatának minősítette és átnevezte őket Dózsa György tiszteletére, Budapesti Dózsa Sport Egyesület-re. Ez egyébként egy bevett szokás volt a keleti blokkban (pl. Dinamo). Az említett Dinamo név egyébként felmerült az Újpestnél is, így a Dózsa helyett Dinamo Budapest lett volna az egyesület neve, ám a belügy el tudta intézni, hogy az addigra átlagossá vált Dinamo név helyett a magyar egyesület(ek)nek egyedi neve legyen. Így végül a címerben a jellegzetes D-betű megmaradt, Dinamo helyett viszont Dózsa lett. 1951-ben a kommunisták kivégezték Szűcs Sándort, az Újpest labdarúgóját, akit hazaárulással vádoltak.
Az 1954-es labdarúgó-világbajnokságon csak egy játékosuk, Tóth Mihály vett részt. Az 1956-os forradalom során a klub visszanevezte magát Újpesti TE-re, de amint a szovjetek újra hatalomra kerültek, ismét visszakerült a Dózsa a nevükbe. 13 bajnoki elsőség nélküli év után 1959–60-ban ismét elhódították a bajnoki címet, amivel indulhattak a BEK 1960–61-es kiírásában. 1960. szeptember 28-án az Újpest 2–1-re legyőzte a jugoszláv Crvena Zvezdát Belgrádban. 1960. október 12-én pedig 3–0-ra nyert a Megyeri úti stadionban. A nyolcaddöntőben, 1960. november 6-án, az Újpest 6–2-es vereséget szenvedett a Benficától a lisszaboni Estádio da Luzban. Habár 1960. november 30-án a visszavágón a lila-fehérek 2–1-re legyőzték a Benficát a Népstadionban, összesítésben a portugál csapat jutott tovább. Ugyan ebben az évben szintén az elődöntőben esett ki a csapat a vásárvárosok kupájában a Birmingham City ellen 5–3-as összesítéssel. A bajnokságban második helyen végzett a csapat, amivel a következő szezonban a KEK-ben indulhatott. A selejtezőben magabiztosan 15–4-es összesítéssel elverte máltai ellenfelét a Floriana FC-t. A nyolcaddöntőben az odavágón 2–1-re kikapott Amszterdamban az Ajax-tól, viszont a Megyeri úton 3–1-re verte a holland csapatot, amivel továbbjutottak a negyeddöntőbe. A legjobb 8 között is vette az akadályt az Újpest, 5–3-as összesítéssel jutott az elődöntőbe, miután mindkét mérkőzésen megverte a skót Dunfermline Athleticet. Az elődöntőben azonban búcsúzott a IV. kerületi gárda, ahol a szintén lila-fehér Fiorentina 3–0-ás összesítéssel búcsúztatta őket.

###### 1961–1962-es kupagyőztesek Európa-kupája elődöntő
| 1962. március 21. 15:00 1. mérkőzés |

| ACF Fiorentina     | 2 – 0               | Újpest |
| ------------------ | ------------------- | ------ |
| Kurt Hamrin 6' 47' | (1 – 0) Jegyzőkönyv |        |

| Stadio Artemio Franchi, Firenze Nézőszám: 10000 Játékvezető: John Kelly |

- Fiorentina: Sarti – Robotti, Castelletti, Ferretti, Orzan, Gonfiantini, Hamrin, Milan, Milani, Dell'Angello, Bartú Vezetőedző: Hidegkuti Nándor
- Újpest: Lung – Káposzta, Rajna, Sóvári, Borsányi, Bene, Göröcs, Szini, Kuharszki, Rossi Vezetőedző: Kalocsay Géza

| 1962. április 11. 19:00 2. mérkőzés |

| Újpest | 0 – 1               | ACF Fiorentina |
| ------ | ------------------- | -------------- |
|        | (0 – 0) Jegyzőkönyv | Can Bartu 56'  |

| Népstadion, Budapest Nézőszám: 30000 Játékvezető: Friedrich Mayer |

- Újpest: Lung – Káposzta, Várhidi, Sóvári, Solymosi, Szini, Bene, Göröcs, Halápi, Kuharszki, Rossi Vezetőedző: Kalocsay Géza
- Fiorentina: Sarti – Robotti, Castelletti, Ferretti, Gonfiantini, Rimbaldo, Hamrin, Bartu, Milan, Dell'Angello, Petris Vezetőedző: Hidegkuti Nándor

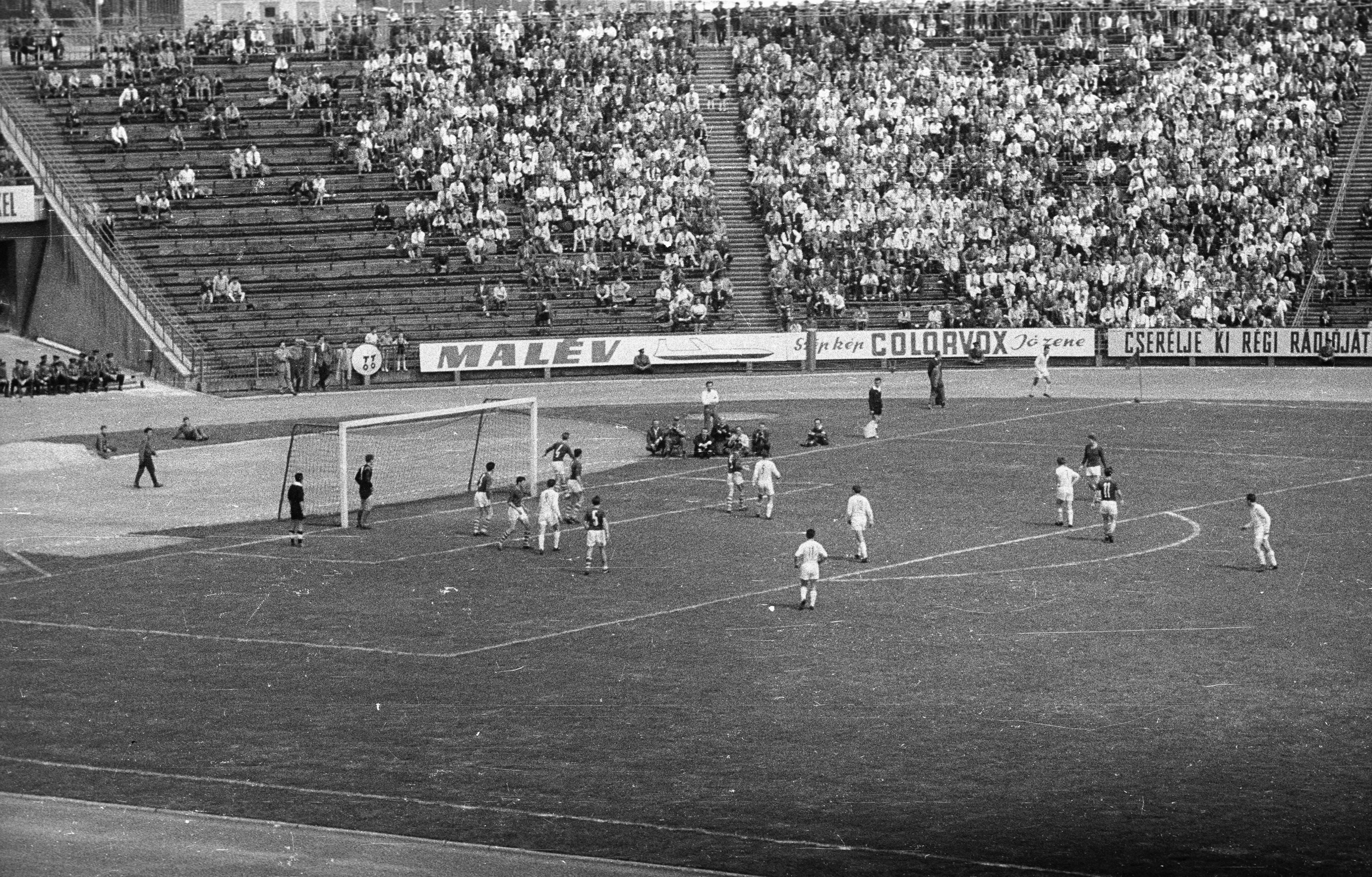
1965-ös derbi

Az 1961-62-es szezonban is ezüstérmesek lettek, ami szintén a KEK indulást jelentette. A selejtezőben már az első körben eldőlt a továbbjutó sorsa, az Újpest 5–0-ra verte a lengyel Zagłębie Sosnowiecet. Az első fordulóban habár kiélezett mérkőzéseket játszottak a Napolival (mindkét mérkőzésen 1–1 született), az újrajátszásban a Napoli 1–3-al jutott tovább. A bajnokságban ezúttal a bronz sikerült, így a vásárvárosok kupájában indulhatott a csapat. Az első fordulóban az SC Leipziget sikerült 2–3-as összesítéssel búcsúztatni, majd a bolgár Lokomotiv Plovdivon is sikerült túljutni. A végállomást a Valencia csapata jelentette, akikkel egy góldús 6–5-ös összesítést sikerült játszani.
Az 1965-ös idényben a csapat a vásárvárosok kupájában indulhatott. Az Újpest a második fordulóban csatlakozott be, ahol sikerült átverekedni magukat az Evertonon. A harmadik fordulóban pedig hátrányból fordítva sikerült legyőzni az 1. FC Kölnt 4–0-ra. A negyeddöntőben a Leeds búcsúztatta a pestieket. Az 1967–68-as közép-európai kupában az elődöntőig meneteltek, miután legyőzték két osztrák ellenfelüket, a Wiener-t majd a Austria Wient, a végállomást a Crvena zvezda jelentette.

### Második aranykor
1967-ben Baróti Lajos edző írt alá az újpestiekhez, ekkor kezdődik a második arany korszak. Ugyan ebben az évben a csapat ismét ezüstérmes lett. Az 1968–1969-es vásárvárosok kupája a klub történetének egyik legnagyobb európai menetelése volt. Az első mérkőzésén játék nélkül jutottak tovább az US Luxembourg csapatán, hogy aztán a következő fordulóban 11–2-es összesítéssel üssék ki a Árisz Szaloníkit. A harmadik fordulóban kiélezett mérkőzéseken sikerült túljutni a Legia Warszawán. A negyeddöntő első mérkőzésén 1–0-ra, a második mérkőzésen 2–0-ra verték el a Leeds Unitedet. Az elődöntőben akadály nélkül sikerült átjutni a Göztepén. A döntőben a Newcastle United volt az ellenfél, habár sokáig állta a sarat az Újpest, meg is szerezhették volna a vezetést, végül az utolsó fél órában az angolok 3 gólt rúgtak. A Megyeri úton Bene Ferenc és Göröcs János góljaival a félidőben már csak egy gólos volt a hátrány, azonban az öltözőből kiérve már az első percben Bobby Moncur ismét elindította a Newcastleiek gólgyártását, akik ebben a félidőben is 3 gólt rúgtak. Végül ezüstérmes lett az Újpest.

###### 1968–1969-es vásárvárosok kupája döntő
| 1969. május 29. 20:30 1. mérkőzés |

| Newcastle United FC                | 3 – 0               | Újpesti Dózsa |
| ---------------------------------- | ------------------- | ------------- |
| Bobby Moncur 63' 72' Jim Scott 83' | (0 – 0) Jegyzőkönyv |               |

| St James’ Park, Newcastle upon Tyne Nézőszám: 60000 Játékvezető: Joseph Hannet |

- Newcastle: McFaul– Craig, Clark, Gibb, Burton, Moncur, Scott, Robson, Davies, Arentoft, Sinclair Vezetőedző: Joe Harvey
- Újpest: Szentmihályi – Káposzta, Solymosi, Bánkuti, Dunai III., Noskó, Fazekas, Göröcs, Bene, Dunai II., Zámbó Vezetőedző: Baróti Lajos

| 1969. június 11. 20:00 2. mérkőzés |

| Újpesti Dózsa                    | 2 – 3               | Newcastle United FC                               |
| -------------------------------- | ------------------- | ------------------------------------------------- |
| Bene Ferenc 31' Göröcs János 44' | (2 – 0) Jegyzőkönyv | Bobby Moncur 46' Benny Arentoft 50' Jim Scott 74' |

| Megyeri úti stadion, Budapest Nézőszám: 37000 Játékvezető: Joseph Heymann |

- Újpest: Szentmihályi – Káposzta, Solymosi, Bánkuti, Dunai III., Noskó, Fazekas, Göröcs, Bene, Dunai II., Zámbó Vezetőedző: Baróti Lajos
- Newcastle: McFaul– Craig, Clark, Gibb, Burton, Moncur, Scott, Robson, Davies, Arentoft, Sinclair Vezetőedző: Joe Harvey

1968-ban 1 pontra volt a csapat a bajnoki címtől. Az 1969–1970-es vásárvárosok kupáján túljutott a jugoszláv FK Partizanon a második fordulóban a belga Club Bruggen, viszont a harmadik fordulóban távozott a német Carl Zeiss Jena ellen. Az 1969-es szezonban bajnok lett a csapat, innentől kezdve egészen az 1974–1975-ös szezonig végig az élen maradt a klub. Az 1970–1971-es BEK-ben már az első fordulóban távoztak a lila-fehérek a Crvena zvezda ellen. A következő kiírás már jobban sikerült. Az első fordulóban a svéd Malmövel találkoztak, akiket elég egyszerűen sikerült likvidálni. A második fordulóban a Valencia következett, akiken sikerült revanst venni a majd 10 évvel ezelőtti VVK vereség miatt. A negyeddöntőben a Celtic ellen esett ki a csapat a BEK-ből. 
Az 1972–1973-as bajnokcsapatok Európa-kupájában az első fordulóban a Basellel vívott csatát a csapat, amit sikerült megoldani, így mehetett tovább a második fordulóra. A nyolcaddöntőben már is egy ismert ellenfél, a Celticen lehetett bosszút állni, ami sikerült is, habár az első mérkőzésen a skót csapat győzedelmeskedett, a második fordulóban a lila-fehérek sima, 3–0-ás győzelmet arattak. A végállomást végül a Juventus jelentette, akiknek az idegenbeli gólok száma kedvezőbb volt, így jutottak tovább, végül egészen a döntőig. Az 1973–1974-es BEK viszont a magyar labdarúgó-történelem egyik legnagyobb eredménye. Az Újpest könnyedén vette az első akadályt, az ír Waterford United ellen. A második fordulóbal a portugál bajnok Benficán is átgázolt az Újpest, hogy aztán a negyeddöntőben – kissé döcögősen –, megverje a Spartak TAZ Trnavát. Így jutott az Újpest a BEK elődöntőjébe, ahol az első mérkőzésen 1–1-es döntetlent játszott a német bajnok Bayern München ellen, sajnos a Berlini visszavágón 0–3-as vereséget szenvedett az idény BEK győztesétől.

###### 1973–1974-es Bajnokcsapatok Európa-kupája elődöntő
| 1974. április 10. 18:00 1. mérkőzés |

| Újpesti Dózsa      | 1 – 1               | FC Bayern München     |
| ------------------ | ------------------- | --------------------- |
| Fazekas László 81' | (0 – 0) Jegyzőkönyv | Conny Torstensson 65' |

| Népstadion, Budapest Nézőszám: 80000 Játékvezető: Sergio Gonella |

- Újpest: Szentmihályi – Noskó, Harsányi, Horváth J., Kellner – Dunai III, Tóth A. – Fekete, Bene, Fazekas, Zámbó Vezetőedző: Várhidi Pál
- Bayern München: Maier – Beckenbauer – Breitner, Zobel, Schwarzenbeck, Hansen – Roth ( Dürnberger 52'), Kapellmann – Torstensson, G. Müller, U. Hoeness Vezetőedző: Udo Lattek

| 1974. június 24. 20:00 2. mérkőzés |

| FC Bayern München                                        | 3 – 0               | Újpesti Dózsa |
| -------------------------------------------------------- | ------------------- | ------------- |
| Conny Torstensson 36' Horváth József 72' Gerd Müller 81' | (0 – 0) Jegyzőkönyv |               |

| Olimpiai Stadion, Berlin Nézőszám: 80000 Játékvezető: Pavel Nyikolajevics Kazakov |

- Bayern München: Maier – Hansen, Beckenbauer, Schwarzenbeck – Zobel, Roth ( Dürnberger 63'), Breitner –Torstensson, G. Müller, U. Hoeness, Kapellmann Vezetőedző: Udo Lattek
- Újpest:  Szentmihályi – Kellner, Harsányi, Horváth J., Noskó ( Fekete 46') – Dunai III, Tóth A. ( Hegyi 78'), Zámbó – Bene, Fazekas, Nagy L. Vezetőedző: Várhidi Pál

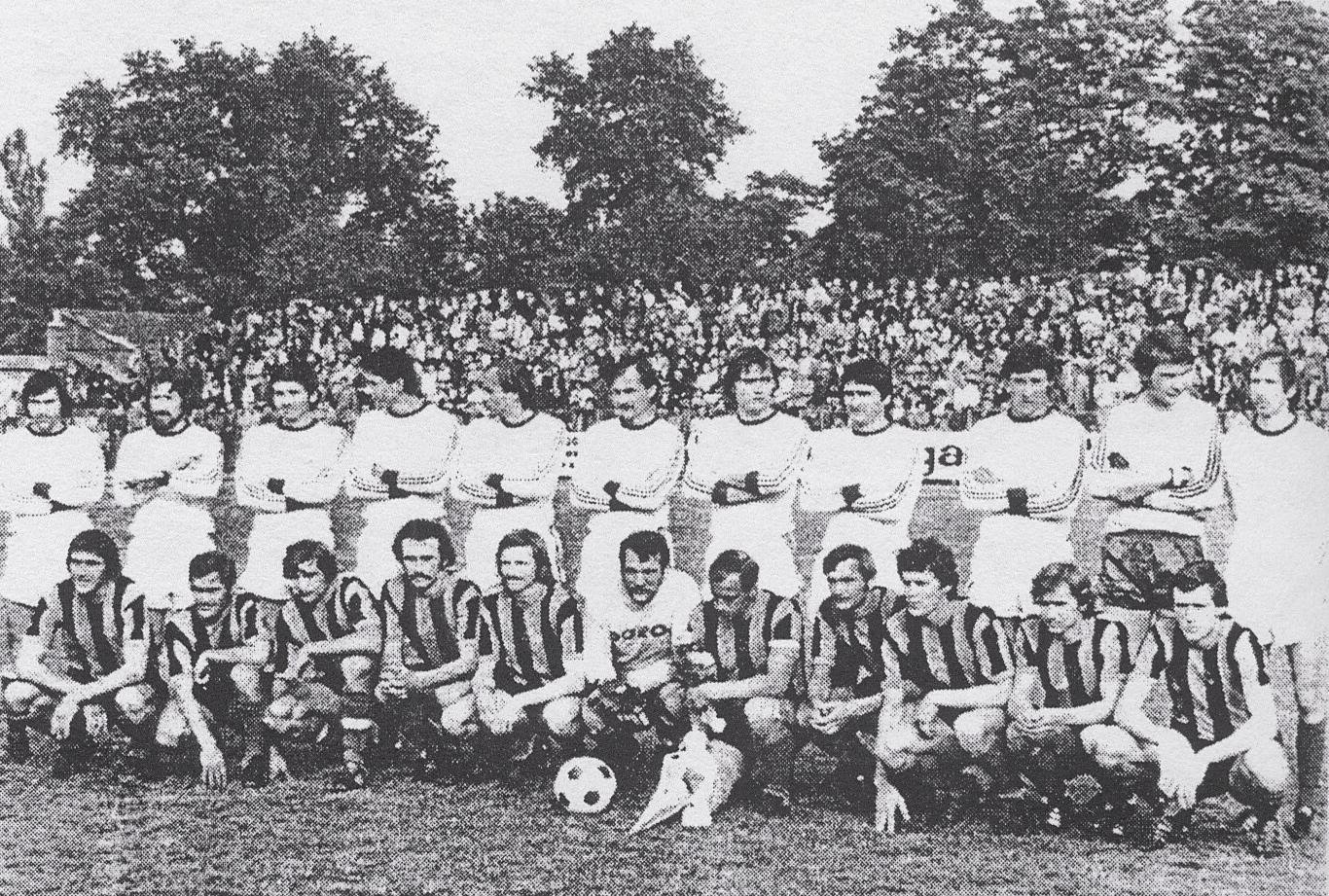
Dorog – Újpest (1977)

A következő kiírásban az első fordulóban szokás szerint továbbjutott az Újpest, a Levszki Szofija ellen, azonban ebben a szezonban viszonylag hamar, a nyolcaddöntőben távozott a csapat a Leeds ellen (végül a Leeds döntőig jutott). Az 1975–1976-os BEK-ben a Zürich ellen vette az akadályt az Budapesti csapat, ám itt is távoztak a nyolcaddöntőben, a Benfica ellen. 1976–1977-es szezonban szerepelt először az Újpest az UEFA-kupában, ahol már az első körben távozott az Athletic Club ellen. A bajnokságban ezüstérmet értek el, így újrapróbálkozhattak az UEFA-kupában. Itt már továbbjutottak az első körnél, a LASK Linz ellen sikerült nagyarányú győzelemnek hála. A második körben viszont ismét találkoztak az Athleticcel, így a végálommás most a második körben jött. A bajnokságban elért aranyérmes hely miatt viszont ismét a BEK következett. Azonban itt a cseh Zbrojovka Brno búcsúztatta az újpestieket. Az 1978–1979-es magyar labdarúgó-bajnokság megnyerését követően megint szerencsét próbálhattak a IV. kerületben, de itt ismét egy cseh csapat, a Dukla Praha vetett véget már az első fordulóban a "menetelésnek".
A csapat fő ereje ekkoriban a góllövésben rejlett. A Fazekas–Göröcs–Bene–Dunai II–Zámbó csatársor rengeteg nézőt hódított meg a határokon belül és kívül egyaránt. Bene Ferenc ötször lett gólkirály, Fazekas László és Dunai II Antal 1–1 alkalommal ezüstcipős lett (második legtöbb gól Európában).
Később Fekete László és Törőcsik András is csatlakozott a csapathoz, edzőnek pedig Várhidi Pált, a klub korábbi labdarúgóját nevezték ki. Törőcsik hihetetlen cseleivel, gyönyörű góljaival a szurkolók kedvencévé nőtte ki magát, míg Fekete szintén megnyerte az ezüstcipőt.

### 1980–1990-es évek
A magyar labdarúgás visszaesése elérte az Újpesti Dózsát is, a bajnoki eredményeik is romlottak csak egy ezüst- és egy bronzérem az évtized során. Azonban a kupában sikeresek voltak, 1982-ben 1983-ban és 1987-ben is sikerült elhódítaniuk a magyar kupát. Nemzetközi szinten is akadt néhány jó eredmény, győzelem az UEFA kupa címvédő IFK Göteborg ellen, a német sztárcsapat Köln megverése, amely KEK negyeddöntőt eredményezett 1984-ben.
A rendszerváltás után az egyesület visszavette az Újpest TE nevet, az új évtizedet rögtön egy bajnoki címmel indították, és 1992-ben a kupagyőzelem is összejött. A csapat megnyerte a magyar szuperkupa első kiírását is, de a bajnokságban a szerény 14. helyen végeztek, ami osztályozó mérkőzést jelentett, az NBII második helyével, a Hatvannal először 0–0-ás döntetlen született a Megyeri úton, végül a visszavágón sikerült kiharcolni a bennmaradást, hiszen ott 1–2-es győzelemmel távoztak a lila-fehérek, ezzel megmaradt az NB1-es tagság. Az évtized közepén 2. illetve 3. helyeken sikerült végezniük Szlezák Zoltán és Véber György újpesti legendák segítségével. 1997–1998-as szezonban nyerték meg az eddig utolsó magyar bajnoki címüket, miután Kovács Zoltán és Herczeg Miklós a csapathoz érkezett.

### 2000-es évek

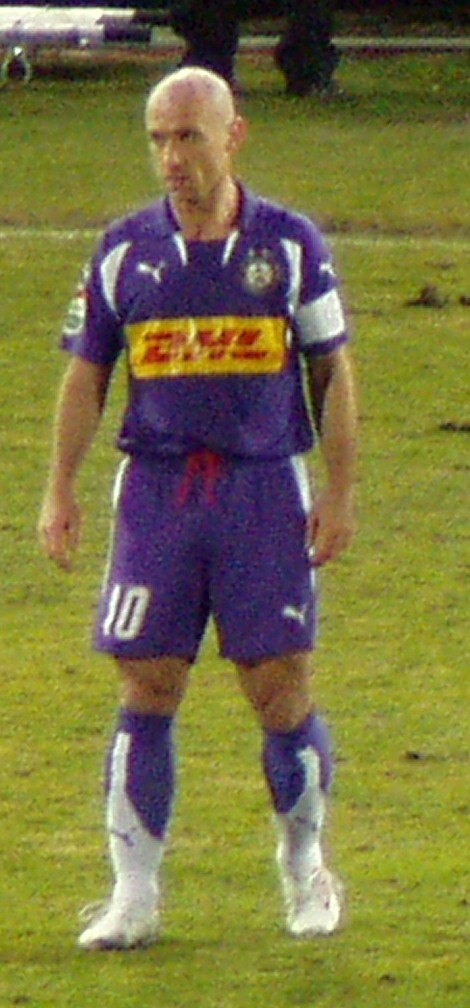
Kovács Zoltán volt a legutolsó, aki 100 élvonalbeli gólig jutott a liláknál

Mivel a professzionizmust 1998-ban újra bevezették, a klub ismét nevet változtatott, az új név Újpest Football Club lett. Azonban a klub pénz szűkébe került és kulcsjátékosai hagyták el a klubot. A helyzet valamivel jobb lett 2001 után, amikor a stadion ment át teljes körű felújításon, állami támogatással, valamint a tulajdonos is pumpált némi pénzt a csapatba. Erőfeszítése eredményeképp a klub megnyerte a kupát és a szuperkupát is, de a bajnokságban csak közepes teljesítményre futotta.
Három ezüstérmet nyert 2004-ben 2006-ban és 2009-ben. A csapat az elkövetkező szezonokban a tabella alsó felén végzett. Ebben az időszakban több edző is váltotta egymás helyét a liláknál.

### Duchâtelet-éra

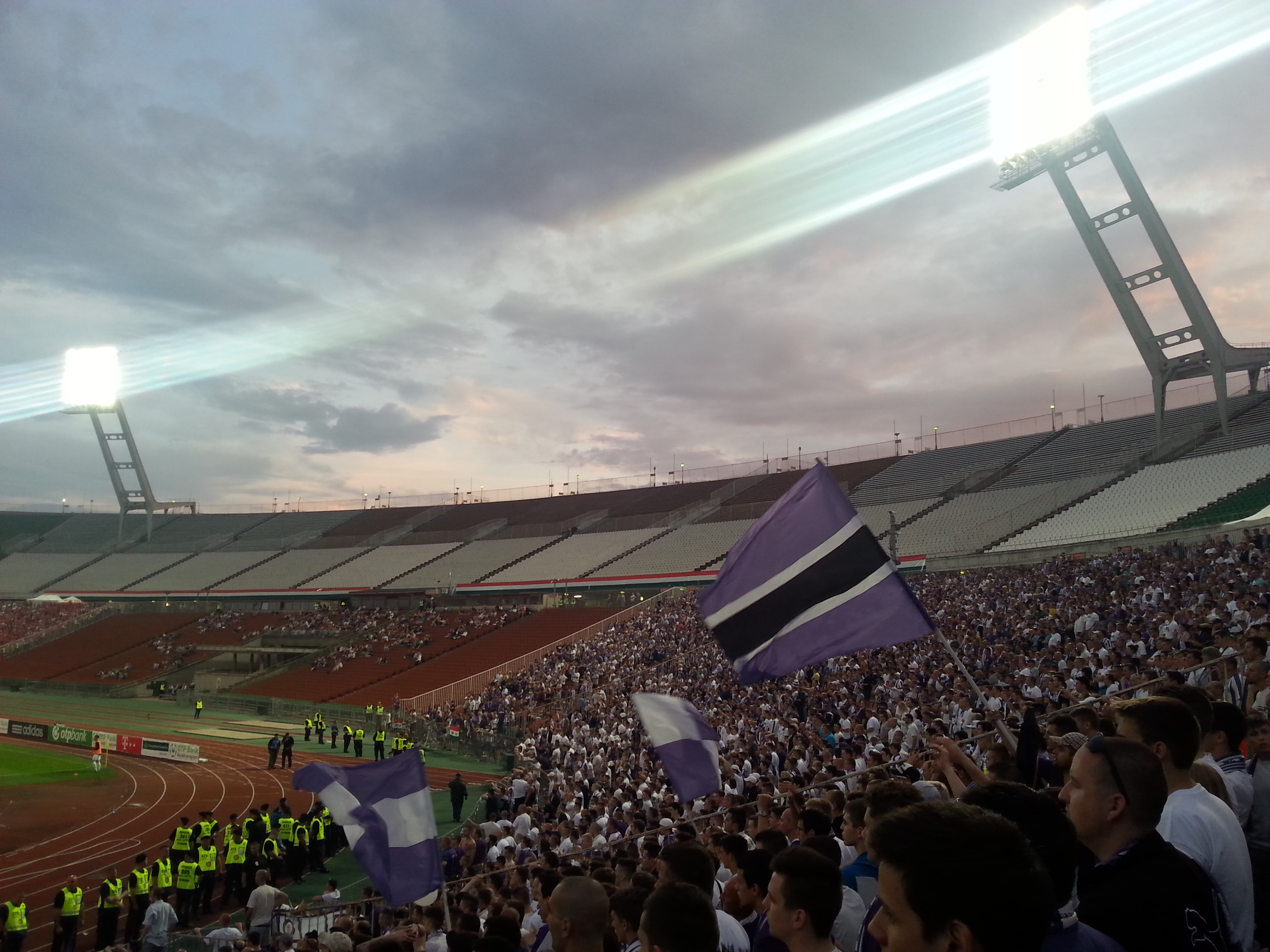
A 2014-es DVTK elleni kupadöntőn

2011. október 19-én Roderick Duchâtelet belga vállalkozó megvásárolta a Kft. csaknem 95 százalékos tulajdonhányadát. Duchatelet korábban öt évig a belga élvonalban szereplő Germinal Beerschot igazgatója és részvényese volt, egészen 2010-ig. A belga üzletember székfoglalójában nem kisebb célokat tűzött ki a lilák elé, mint megismételni az Újpesti Dózsa 1970-es években elért sikereit. Duchatelet-éra a pályán kimagasló eredményeket alig hozott, botrányoktól azonban nem volt mentes. Komolyabb botrányt okozott a klub háza táján, az azóta „címervitaként” elhíresült ügy. A futballcsapat honlapja szerint a több ezer beküldött szurkolói voks alapján egyértelmű eredmény született a szavazásra bocsátott három, amúgy nagyon kezdetleges tervezet között. A szurkolók ezután tüntetésen követelték a régi címer visszaállítását a stadion előtt, bojkottot hirdettek, az UTE pedig kisebbségi tulajdonosként nem járult hozzá a változtatáshoz, majd bírósághoz is fordult. 5 éven keresztül tartott a huzavona, végül 2022-ben visszaállítottak a tradicionális címert.
A 2013–2014-es bajnokságban a szerb Nebojša Vignjević lett az új edző. A csapat 2014 májusában bejutott a magyar kupa döntőjébe, ahol tizenegyesrúgásokkal megszerezte kilencedik győzelmét. 2014. július 11-én, szintén tizenegyesrúgásokkal megnyerte a magyar szuperkupát, története során harmadszor, a Debrecen ellen. 2014-ben az európai szövetség három évre kizárta a nemzetközi kupasorozatokból az egyesületet, mivel a klubot működtető gazdasági társaság átruházta az indulási jogot. Több volt újpesti játékos  – Kardos József, Jurácsik Mátyás, Nagy László – is éles kritikával illette az évek során a vezetést és a klub körül kialakult helyzetet. A csapat a 2017-18-as szezonban bronzérmes lett a bajnokságban, illetve a kupát is elhódította, mellyel hosszú idő után újra kiléphetett a nemzetközi porondra, mégpedig az Európa Ligába. Itt a Neftçi Baku kiverését követően a spanyol sztárcsapat Sevilla jelentette a végállomást. 2020. június 1-től Predrag Rogan lett az új vezetőedző, akit a közös megegyezéssel távozó volt vezetőedző, Vignjevics ajánlott be a tulajdonosnál. 2020. decemberében, egy győztes Zalaegerszegi mérkőzést követően viszont maga Rogan jelentette be, hogy távozik Újpestről. Helyét 2021 januárjától a korábbi Vasas-tréner, a német Michael Oenning vette át. 2021. május 3-án a Michael Oenning vezette újpesti csapat megszerezte történetének tizenegyedik kupagyőzelmét, mely lehetőséget adott az európai porondon – UEFA Európa Konferencia Liga – való szereplésre. Itt a második selejtezőkörben kapcsolódott be a küzdelmekbe, ahol a liechtensteini Vaduz együttesét kapta és kettős győzelemmel jutott tovább. A következő körben viszont mindkét mérkőzését elvesztette, a jóval esélyesebb svájci FC Basel csapatával szemben, így búcsúzni kényszerült a további küzdelmektől. 2021 utolsó napján, a klub a vártnál gyengébb őszi szereplés miatt felbontotta a szerződést Michael Oenning vezetőedzővel és Gál István másodedzővel. 2022 január közepétől egy szerb szakember, Miloš Kruščić lett a vezetőedző, akinek Bojan Trkulja segítette a munkáját mint másodedző. 2022 január 28-án szerződést írt alá Roderick Duchâtelet és a klub korábbi ikonikus labdarúgója, az egyesület volt sportigazgatója, Kovács Zoltán az egyesület eladásról.
2022 június utolsó napján az Újpest FC bejelentette hivatalos honlapján, hogy hiába írtak alá adásvételi szándékról szóló szerződést, végül meghiúsult a klub eladása. Kovács Zoltán nyilatkozata alapján tudható, hogy a pénz nem jött össze a határidő lejártáig. Kruščić 2023. március 23-án távozott közös megegyezéssel Újpestről, miután több forduló óta nem bírta elmozdítani a csapatot a veszélyzónából, a Ferencváros ellen történelmi 0-6 és a Puskás akadémia elleni 5-1 is szerepet játszhatott menesztésében. Utódja a 3 évvel ezelőtt távozó Nebojša Vignjević lett. 2023. április 27-én is napvilágot látott egy pletyka, miszerint a világ leggazdagabb magyarja, Péterffy Tamás ajánlatot tett az Újpestért (mellette még a Magyarországon is aktívan tevékenykedő orosz jelölt, Megdet Rahimkulov neve is felmerült), de ebből az üzletből mint később kiderült, semmi sem lett. 2023. június 6-án a fociklub alá került az Újpest Futsal Club.
2024 február elején, a gyenge szereplés miatt, a klub felmentette Vignjevicet a munkavégzés alól, majd később az is kiderült, hogy 2010 után, újra Mészöly Géza lett a vezetőedző. Mészöly harmadik alkalommal kapta meg a lehetőséget Újpesten. A csapat kiharcolta a bennmaradást az NB I-ben, de teljesítményük nem igazán javult az edzőváltás után sem. A belga tulajdonlása alatt nem sok kimagasló légiós játszott a kluban, de persze volt pár kimagasló képességű játékos is, akik ebben az időszakban fociztak Újpesten. Az macedón származású Enis Bardhi három szezon után igazolt Újpestről a spanyol élvonalbeli Levante együtteséhez, ahol meghatározó játékos lett, de fél szezont a klubnál töltött a szenegáli Mbaye Diagne, aki viharos távozása után játszott a török és az angol élvonalban is.

### A közelmúlt története
2024 február elején kiderült, hogy hosszabb tárgyalások után, a magyar sport meghatározó támogatója, a Mol Vagyonkezelő Zrt. többségi tulajdont szerzett az Újpest FC-t működtető gazdasági társaságban. 2024. március 21-én, az Újpest új elnöke, Ratatics Péter bejelentette, hogy lezárult az adásvétel, így már hivatalosan is a MOL-csoport lett a klub tulajdonosa. 2024. június 14-én Ratatics Péter a hivatalos oldalon jelentette be, hogy Bartosz Grezlak lett az Újpest FC vezetőedzője. A belga időszak után a keret hatalmas átalakításon esett keresztül, az első nyári átigazolási időszak alatt gyakorlatilag kicserélődött az egész keret. Sikerült az, ami az előző tulaj kezei alatt nem sikerült, egyesült az Újpest FC és az UTE labdarúgó-utánpótlása. A svéd edző megfelelt az elvárásoknak az őszi fordulókban, azonban a 2025-ben 13 mérkőzésből csupán egyszer sikerült nyernie csapatának, így május 3-án (három fordulóval a szezon vége előtt) távoznia kellett a klubtól. Két nappal később bejelentették utódját, helyét Damir Krznar vette át.

### Az egyesület névváltozásai
- 1885–1926: Újpesti Torna Egylet
- 1926–1944: Újpest Football Club
- 1944–1949: Újpesti Torna Egylet
- 1949–1956: Budapesti Dózsa Sport Egyesület
- 1956: Újpesti Torna Egylet
- 1956–1991: Újpesti Dózsa Sport Club
- 1991–1994: Újpesti Torna Egylet
- 1994–1995: Újpesti Torna Egylet – Novabau
- 1995–1998: Újpesti Torna Egylet
- 1998–2014: Újpest Football Club
- 2014-: Újpest FC

## Kupaszereplések

### UEFA-bajnokok ligája
| Szezon  | Sorozat | Forduló              | Ország             | Klub               | Otthon | Idegenben | Összesítve      |
| ------- | ------- | -------------------- | ------------------ | ------------------ | ------ | --------- | --------------- |
| 1960–61 | BEK     | Selejtező            | Jugoszlávia        | Crvena Zvezda      | 3-0    | 2-1       | 5-1             |
|         |         | 1. forduló           | Portugália         | SL Benfica         | 2-1    | 2-6       | 4-7             |
| 1970–71 | BEK     | 1. forduló           | Jugoszlávia        | Crvena Zvezda      | 2-0    | 0-4       | 2-4             |
| 1971–72 | BEK     | 1. forduló           | Svédország         | Malmö FF           | 4-0    | 0-1       | 4-1             |
|         |         | 2. forduló           | Spanyolország 1945 | Valencia CF        | 2-1    | 1-0       | 3-1             |
|         |         | Negyeddöntő          | Skócia             | Celtic Glasgow     | 1-2    | 1-1       | 2-3             |
| 1972–73 | BEK     | 1. forduló           | Svájc              | FC Basel           | 2-0    | 2-3       | 4-3             |
|         |         | 2. forduló           | Skócia             | Celtic Glasgow     | 3-0    | 1-2       | 4-2             |
|         |         | Negyeddöntő          | Olaszország        | Juventus FC        | 2-2    | 0-0       | 2-2 (i.)        |
| 1973–74 | BEK     | 1. forduló           | Írország           | Waterford United   | 3-0    | 3-2       | 6-2             |
|         |         | 2. forduló           | Portugália         | SL Benfica         | 2-0    | 1-1       | 3-1             |
|         |         | Negyeddöntő          | Csehszlovákia      | FC Spartak Trnava  | 1-1    | 1-1       | 2-2 (b.p.: 4-3) |
|         |         | Elődöntő             | NSZK               | FC Bayern München  | 1-1    | 0-3       | 1-4             |
| 1974–75 | BEK     | 1. forduló           | Bolgár 1971-1990   | Levszki Szofija    | 4-1    | 3-0       | 7-1             |
|         |         | 2. forduló           | Anglia             | Leeds United       | 1-2    | 0-3       | 1-5             |
| 1975–76 | BEK     | 1. forduló           | Svájc              | FC Zürich          | 4-0    | 1-5       | 5-5 (i.)        |
|         |         | 2. forduló           | Portugália         | SL Benfica         | 3-1    | 2-5       | 5-6             |
| 1978–79 | BEK     | 1. forduló           | Csehszlovákia      | 1. FC Brno         | 0-2    | 2-2       | 2-4             |
| 1979–80 | BEK     | 1. forduló           | Csehszlovákia      | FK Dukla Praha     | 3-2    | 0-2       | 3-4             |
| 1990–91 | BEK     | 1. forduló           | Olaszország        | SSC Napoli         | 0-2    | 0-3       | 0-5             |
| 1998–99 | BL      | 1. selejtező forduló | Moldova            | FC Zimbru Chișinău | 3-1    | 0-1       | 3-2             |
|         |         | 2. selejtező forduló | Ausztria           | SK Sturm Graz      | 2-3    | 0-4       | 2-7             |

### Európa-liga
| Szezon  | Sorozat     | Forduló              | Ország                | Klub                  | Otthon | Idegenben | Összesítve   |
| ------- | ----------- | -------------------- | --------------------- | --------------------- | ------ | --------- | ------------ |
| 1958–60 | VVK         | 1. forduló           | Jugoszlávia           | Zagreb XI             | 1-0    | 2-4       | 3-4          |
| 1960–61 | VVK         | 1. forduló           | Anglia                | Birmingham City       | 1-2    | 2-3       | 3-5          |
| 1963–64 | VVK         | 1. forduló           | NDK                   | SC Leipzig            | 3-2    | 0-0       | 3-2          |
| 1963–64 | VVK         | 2. forduló           | Bolgár 1946-1967      | PFK Lokomotiv Plovdiv | 0-0    | 3-1       | 3-1          |
| 1963–64 | VVK         | Negyeddöntő          | Spanyolország 1945    | Valencia CF           | 3-1    | 2-5       | 5-6          |
| 1965–66 | VVK         | 2. forduló           | Anglia                | Everton FC            | 3-0    | 1-2       | 4-2          |
| 1965–66 | VVK         | 3. forduló           | NSZK                  | 1. FC Köln            | 4-0    | 2-3       | 6-3          |
| 1965–66 | VVK         | Negyeddöntő          | Anglia                | Leeds United          | 1-1    | 1-4       | 2-5          |
| 1968–69 | VVK         | 1. forduló           | Luxemburg             | US Luxembourg         | –      | –         | játék nélkül |
| 1968–69 | VVK         | 2. forduló           | Görögország           | Aris FC               | 9-1    | 2-1       | 11-2         |
| 1968–69 | VVK         | 3. forduló           | Lengyelország         | Legia Warszawa        | 2-2    | 1-0       | 3-2          |
| 1968–69 | VVK         | Negyeddöntő          | Anglia                | Leeds United          | 2-0    | 1-0       | 3-0          |
| 1968–69 | VVK         | Elődöntő             | Törökország           | Göztepe AS            | 4-0    | 4-1       | 8-1          |
| 1968–69 | VVK         | Döntő                | Anglia                | Newcastle United      | 2-3    | 0-3       | 2-6          |
| 1969–70 | VVK         | 1. forduló           | Jugoszlávia           | FK Partizan           | 2-0    | 1-2       | 3-2          |
| 1969–70 | VVK         | 2. forduló           | Belgium               | Club Brugge           | 3-0    | 2-5       | 5-5 (i.)     |
| 1969–70 | VVK         | 3. forduló           | NDK                   | FC Carl Zeiss Jena    | 0-3    | 0-1       | 0-4          |
| 1976–77 | UEFA-kupa   | 1. forduló           | Spanyolország         | Athletic Bilbao       | 1-0    | 0-5       | 1-5          |
| 1977–78 | UEFA-kupa   | 1. forduló           | Ausztria              | LASK Linz             | 7-0    | 2-3       | 9-3          |
| 1977–78 | UEFA-kupa   | 2. forduló           | Spanyolország         | Athletic Bilbao       | 2-0    | 0-3       | 2-3 (h.u.)   |
| 1980–81 | UEFA-kupa   | 1. forduló           | Spanyolország         | Real Sociedad         | 1-1    | 0-1       | 1-2          |
| 1988–89 | UEFA-kupa   | 1. forduló           | Izland                | ÍA Akranes            | 2-1    | 0-0       | 2-1          |
| 1988–89 | UEFA-kupa   | 2. forduló           | Franciaország         | Girondins Bordeaux    | 0-1    | 0-1       | 0-2          |
| 1995–96 | UEFA-kupa   | Selejtező            | Szlovákia             | FC Košice             | 2-1    | 1-0       | 3-1          |
| 1995–96 | UEFA-kupa   | 1. forduló           | Franciaország         | RC Strasbourg         | 0–2    | 0–3       | 0–5          |
| 1997–98 | UEFA-kupa   | 1. selejtező forduló | Feröer                | KÍ Klaksvík           | 6–0    | 3–2       | 9–2          |
| 1997–98 | UEFA-kupa   | 2. selejtező forduló | Dánia                 | Aarhus GF             | 0–0    | 2–3       | 2–3          |
| 1998–99 | UEFA-kupa   | 1. forduló           | Belgium               | Club Brugge           | 0-5    | 2-2       | 2-7          |
| 1999–00 | UEFA-kupa   | Selejtező            | Szerbia és Montenegró | FK Vojvodina          | 1–1    | 0–4       | 1–5          |
| 2002–03 | UEFA-kupa   | Selejtező            | Feröer                | KÍ Klaksvík           | 1–0    | 2–2       | 3–2          |
| 2002–03 | UEFA-kupa   | 1. forduló           | Franciaország         | Paris Saint-Germain   | 0–1    | 0–3       | 0–4          |
| 2004–05 | UEFA-kupa   | 2. selejtező forduló | Svájc                 | Servette FC           | 3–1    | 2–0       | 5–1          |
| 2004–05 | UEFA-kupa   | 1. forduló           | Németország           | VfB Stuttgart         | 1–3    | 0–4       | 1–7          |
| 2006–07 | UEFA-kupa   | 1. selejtező forduló | Liechtenstein         | FC Vaduz              | 0–4    | 1–0       | 1–4          |
| 2009–10 | Európa-liga | 2. selejtező forduló | ROM                   | FC Steaua București   | 1–2    | 0–2       | 1–4          |
| 2018–19 | Európa-liga | 1. selejtező forduló | AZE                   | Neftçi PFK            | 4–0    | 1–3       | 5–3          |
| 2018–19 | Európa-liga | 2. selejtező forduló | ESP                   | Sevilla FC            | 1–3    | 0–4       | 1–7          |

### Kupagyőztesek Európa-kupája
| Szezon  | Sorozat | Forduló     | Ország        | Klub               | Otthon | Idegenben | Összesítve             |
| ------- | ------- | ----------- | ------------- | ------------------ | ------ | --------- | ---------------------- |
| 1961–62 | KEK     | Selejtező   | Málta         | Floriana FC        | 10-2   | 5-2       | 15-4                   |
|         |         | 1. forduló  | Hollandia     | Ajax Amsterdam     | 3-1    | 1-2       | 4-3                    |
|         |         | Negyeddöntő | Skócia        | Dunfermline FC     | 4-3    | 1-0       | 5-3                    |
|         |         | Elődöntő    | Olaszország   | ACF Fiorentina     | 0-1    | 0-2       | 0-3                    |
| 1962–63 | KEK     | Selejtező   | Lengyelország | Zagłębie Sosnowiec | 5-0    | 0-0       | 5-0                    |
|         |         | 1. forduló  | Olaszország   | SSC Napoli         | 1-1    | 1-1       | 2-2 (újrajátszás: 1-3) |
| 1982–83 | KEK     | 1. forduló  | Svédország    | IFK Göteborg       | 3-1    | 1-1       | 4-2                    |
|         |         | 2. forduló  | Spanyolország | Real Madrid CF     | 0-1    | 1-3       | 1-4                    |
| 1983–84 | KEK     | 1. forduló  | Görögország   | AEK Athens         | 4-1    | 0-2       | 4-3                    |
|         |         | 2. forduló  | NSZK          | 1. FC Köln         | 3-1    | 2-4       | 5-5 (i.)               |
|         |         | Negyeddöntő | Skócia        | Aberdeen FC        | 2-0    | 0-3       | 2-3 (h.u.)             |
| 1987–88 | KEK     | 1. forduló  | Hollandia     | FC Den Haag        | 1-0    | 1-3       | 2-3                    |
| 1992–93 | KEK     | 1. forduló  | Olaszország   | Parma FC           | 1-1    | 0-1       | 1-2                    |

### UEFA Konferencia Liga
| Szezon  | Sorozat                      | Forduló         | Ország        | Klub     | Otthon | Idegenben | Összesítve |
| ------- | ---------------------------- | --------------- | ------------- | -------- | ------ | --------- | ---------- |
| 2021–22 | UEFA Európa Konferencia Liga | 2. selejtezőkör | Liechtenstein | FC Vaduz | 2-1    | 3-1       | 5-2        |
| 2021–22 | UEFA Európa Konferencia Liga | 3. selejtezőkör | Svájc         | FC Basel | 1-2    | 0-4       | 1-6        |

### Intertotó-kupa
| Szezon | Sorozat        | Forduló     | Ország           | Klub                   | Otthon | Idegenben |
| ------ | -------------- | ----------- | ---------------- | ---------------------- | ------ | --------- |
| 1963   | Intertotó-kupa | 2. csoport  | Franciaország    | Stade Français         | 0-0    | 1-0       |
|        |                | 2. csoport  | Olaszország      | AC Mantova             | 4-0    | 4-1       |
|        |                | 2. csoport  | Csehszlovákia    | CKD Praha              | 2-2    | 3-2       |
|        |                | Negyeddöntő | Csehszlovákia    | RH Slovnaft Bratislava | 1-0    | 1-4       |
| 1985   | Intertotó-kupa | 10. csoport | Norvégia         | Vålerenga IF           | 3-0    | 0-2       |
|        |                | 10. csoport | Svédország       | Hammarby IF            | 2-1    | 2-2       |
|        |                | 10. csoport | Ausztria         | SC Eisenstadt          | 3-0    | 1-0       |
| 1986   | Intertotó-kupa | 6. csoport  | Dánia            | Aarhus GF              | 1-0    | 3-2       |
|        |                | 6. csoport  | Svájc            | Grasshoppers FC        | 3-1    | 1-0       |
|        |                | 6. csoport  | Ausztria         | VfB Admira Wacker      | 2-0    | 2-3       |
| 1987   | Intertotó-kupa | 3. csoport  | NSZK             | FC Erzgebirge Aue      | 3-3    | 0-3       |
|        |                | 3. csoport  | Bolgár 1971-1990 | PFC Spartak Varna      | 5-1    | 0-2       |
|        |                | 3. csoport  | Svédország       | Halmstads BK           | 4-2    | 0-2       |

## Játékoskeret
Utolsó módosítás: 2025. június 24.
A vastaggal jelzett játékosok felnőtt válogatottsággal rendelkeznek.
A dőlttel jelzett játékosok kölcsönben szerepelnek a klubnál.
*A második csapatban is pályára lépő játékos.
**Kooperációs szerződéssel a BVSC csapatában is pályára lépő játékos.
Az érték oszlopban szereplő , , és = jelek azt mutatják, hogy a Transfermarkt legutóbbi adatfrissítése előtti állapothoz képest mennyit  nőtt, csökkent a játékos értéke, vagy ha nem változott, akkor azt az = jel mutatja.

| Mezszám                | Név                   | Nemzetiség | Születési hely | Születési idő (kor)            | Korábbi csapat           | Érték (€)            | Szerződés lejárta |
| Kapusok                | Kapusok               | Kapusok    | Kapusok        | Kapusok                        | Kapusok                  | Kapusok              | Kapusok           |
| ---------------------- | --------------------- | ---------- | -------------- | ------------------------------ | ------------------------ | -------------------- | ----------------- |
| 23                     | Banai Dávid           | magyar     | Budapest       | 1994. május 9. (31 éves)       | Utánpótlásból került fel | 250 000 (=)          | Nem publikus      |
| 93                     | Riccardo Piscitelli   | ITA        | Vimercate      | 1993. október 10. (31 éves)    | Mezőkövesd Zsóry FC      | 400 000 (=)          | Nem publikus      |
| 99                     | Juhász Bence**        | magyar     | Budapest       | 2005. szeptember 13. (19 éves) | Mezőkövesd Zsóry FC      | 150 000 ( 50 000)    | Nem publikus      |
| Védők                  |                       |            |                |                                |                          |                      |                   |
| 3                      | Fehér Csanád*         | magyar     | Szolnok        | 2002. június 13. (23 éves)     | Utánpótlásból került fel | 125 000 (=)          | Nem publikus      |
| 4                      | Babós Levente*        | magyar     | Szeged         | 2004. január 16. (21 éves)     | Puskás AFC               | 125 000 (=)          | Nem publikus      |
| 5                      | Davit Kobouri         | GEO        | Telavi         | 1998. január 24. (27 éves)     | SZK Dinamo Tbiliszi      | 400 000 (=)          | Nem publikus      |
| 22                     | Tamás Krisztián       | magyar     | Budapest       | 1995. április 18. (30 éves)    | Budapest Honvéd FC       | 300 000 ( 50 000)    | Nem publikus      |
| 25                     | Baranyai Nimród       | magyar     | Debrecen       | 2003. augusztus 6. (22 éves)   | Debreceni VSC            | 225 000 (=)          | Nem publikus      |
| 30                     | João Nunes            | portugál   | Setúbal        | 1995. november 19. (29 éves)   | Casa Pia AC              | 600 000 (=)          | Nem publikus      |
| 33                     | Bese Barnabás         | magyar     | Budapest       | 1994. május 6. (31 éves)       | Fehérvár FC              | 500 000 (=)          | Nem publikus      |
| 35                     | André Duarte          | portugál   | Sacavém        | 1997. szeptember 12. (27 éves) | NK Osijek                | 1 000 000 ( 300 000) | Nem publikus      |
| 44                     | Gergényi Bence        | magyar     | Budapest       | 1998. március 16. (27 éves)    | Fehérvár FC              | 550 000 ( 50 000)    | Nem publikus      |
| 46                     | Mándi Naruki Milán**  | magyar     | Oszaka         | 2006. július 15. (19 éves)     | Utánpótlásból került fel | -                    | Nem publikus      |
| 55                     | Fiola Attila          | magyar     | Szekszárd      | 1990. február 17. (35 éves)    | Fehérvár FC              | 400 000 (=)          | 2026. 06. 30.     |
| 74                     | Kaczvinszki Dominik** | magyar     | Miskolc        | 2006. március 1. (19 éves)     | Budapest Honvéd FC       | 250 000 ( 150 000)   | Nem publikus      |
| Középpályások          |                       |            |                |                                |                          |                      |                   |
| 6                      | Damian Rasak          | lengyel    | Toruń          | 1996. február 8. (29 éves)     | KS Górnik Zabrze         | 800 000 ( 100 000)   | 2027. 06. 30.     |
| 8                      | Dékei Márk*           | magyar     | Budapest       | 2003. június 10. (22 éves)     | Utánpótlásból került fel | 150 000 (=)          | Nem publikus      |
| 10                     | Tajti Mátyás          | magyar     | Budapest       | 1998. június 2. (27 éves)      | Zalaegerszegi TE FC      | 450 000 ( 50 000)    | Nem publikus      |
| 11                     | Horváth Krisztofer    | magyar     | Hévíz          | 2002. január 8. (23 éves)      | Torino FC                | 1 200 000 (=)        | Nem publikus      |
| 15                     | Mucsányi Miron**      | magyar     | Budapest       | 2005. október 14. (19 éves)    | Utánpótlásból került fel | 50 000 (=)           | Nem publikus      |
| 18                     | Tom Lacoux            | francia    | Bordeaux       | 2002. január 25. (23 éves)     | FC Girondins de Bordeaux | 900 000 ( 100 000)   | Nem publikus      |
| 21                     | Helmich Pál*          | magyar     | Budapest       | 2004. november 20. (20 éves)   | Kecskeméti TE            | 200 000 (=)          | Nem publikus      |
| 26                     | Geiger Bálint*        | magyar     | Csengőd        | 2004. március 26. (21 éves)    | Utánpótlásból került fel | 300 000 (=)          | Nem publikus      |
| 37                     | Mező Dezső*           | magyar     | Budapest       | 2005. április 28. (20 éves)    | Utánpótlásból került fel | -                    | Nem publikus      |
| 45                     | Arijan Ademi          | macedón    | Šibenik        | 1991. május 29. (34 éves)      | GNK Dinamo Zagreb        | 300 000 ( 200 000)   | Nem publikus      |
| 88                     | Matija Ljujić         | szerb      | Prijepolje     | 1993. október 28. (31 éves)    | MK Hapóél Haifa          | 550 000 ( 50 000)    | 2026. 12. 31.     |
| Támadók                |                       |            |                |                                |                          |                      |                   |
| 9                      | Fran Brodić           | horvát     | Zágráb         | 1997. január 8. (28 éves)      | GNK Dinamo Zagreb        | 1 000 000 ( 400 000) | Nem publikus      |
| 14                     | Giorgi Beridze        | grúz       | Mestia         | 1997. május 12. (28 éves)      | Kocaelispor              | 750 000 ( 50 000)    | Nem publikus      |
| 17                     | Aljoša Matko          | szlovén    | Novo Mesto     | 2000. március 29. (25 éves)    | NK Celje                 | 1 000 000 (=)        | Nem publikus      |
| 32                     | George Ganea          | román      | Bukarest       | 1999. május 26. (26 éves)      | FC Universitatea Craiova | 150 000 (=)          | Nem publikus      |
| 34                     | Milan Tučić           | szlovén    | Ljubljana      | 1996. augusztus 15. (28 éves)  | NK Bravo                 | 350 000 ( 50 000)    | Nem publikus      |
| 38                     | Sarkadi Kristróf*     | magyar     | –              | 2006. április 6. (19 éves)     | Utánpótlásból került fel | -                    | Nem publikus      |
| 57                     | Tóth Ákos*            | magyar     | –              | 2005. február 8. (20 éves)     | Utánpótlásból került fel | -                    | Nem publikus      |
| 77                     | Dénes Adrián          | magyar     | Orosháza       | 2004. április 15. (21 éves)    | ACF Fiorentina U19       | 200 000 ( 25 000)    | Nem publikus      |
| Kölcsönadott játékosok |                       |            |                |                                |                          |                      |                   |
| Név                    | Poszt                 | Nemzetiség | Születési hely | Születési idő                  | Kölcsönben itt           | Érték (€)            | Kölcsön lejárta   |
| Varga Balázs           | középpályás           | magyar     | Baja           | 2003. október 23. (21 éves)    | Budafoki MTE             | 150 000              | 2026.06.30.       |

## Egykori híres játékosok
* a félkövérrel írt játékosok rendelkeznek felnőtt válogatottsággal.
| - Aknai János - Avar István - Balogh István - Balogh Sándor - Bánkuti István - Bene Ferenc - Bíró Sándor - Borsányi Ferenc - Deák Ferenc - Dunai Antal - Dunai Ede - Egresi Béla - Eszenyi Dénes - Fazekas László |  | - Jenei Sándor - Fehér Csaba - Fekete László - Fogl József - Fogl Károly - Futó Gyula - Göröcs János - Herédi Attila - Horváth József - Jávor Pál - Juhász Péter - Káposzta Benő - Kardos József - Kovács Ervin - Kovács Zoltán |  | - Kozma István - Lőw Zsolt - Nagy László - Noskó Ernő - Nyers István - Priboj István - P. Szabó Gábor - Rothermel Ádám - Sarlós András - Sebők Vilmos - Simon Krisztián - Solymosi Ernő - Sóvári Kálmán - Szalay Antal - Szanyó Károly |  | - Szentmihályi Antal - Szusza Ferenc - Szűcs Sándor - Tóth András - Tóth József - Tóth Mihály - Törőcsik András - Török Gábor - Urbán Flórián - Várhidi Pál - Véber György - Vincze Jenő - Zámbó Sándor - Zsengellér Gyula |  |

### A klub külföldi válogatott játékosai
| - Albi Doka - Emir Granov - Mario Božić - Túlio Costa - Luboš Kozel - Radek Slončík - Robert Vágner - Kalocsay Géza - Kocsis Géza - Heinz Mörschel - Lacina Traoré - Junior Tallo | - Jarmo Ahjupera - Märten Kuusk - Oliver Jürgens - Paulus Roiha - Budu Zivzivadze - Giorgi Beridze - Mohamed Tawal Camara - Victor Kantabadouno - Jean-Louis Keita - Antonio Perošević - Aron Bjarnason | - Ivan Dudić - Siflis Géza - Michel Ndoumbé - Petrus Boumal - Sadjo Haman - Darwin Andrade - Bavon Tshibuabua - Jean-Marc Makusu - Lirim Kastrati - Foxi Kéthévoama - Patkoló Rezső - Tim Hall | - Arijan Ademi - Enisz Bardi - Kire Risztevszki - Viktor Angelov - Falaye Sacko - Souleymane Diarra - Nebojša Kosović - Onyabor Precious Monye - Avar István - Mészáros Ferenc - Sorin Cigan | - Ströck Albert - Tóth Mátyás - Wetzer Rudolf - Gleofilo Vlijter - Anton Salétros - Đorđe Nikolić - Marko Dmitrović - Miloš Kosanović - Nikola Mitrović - Aljoša Matko - Henri Eninful - Densill Theobald |

### A klub olimpiai bajnok labdarúgói
- Bene Ferenc, 1964, Tokió
- Dunai Antal, 1968, Mexikóváros
- Fazekas László, 1968, Mexikóváros
- Nagy László, 1968, Mexikóváros
- Noskó Ernő, 1968, Mexikóváros

### A klub olimpiai ezüstérmes labdarúgói
- Dunai Antal, 1972, München
- Dunai Ede, 1972, München
- Juhász Péter, 1972, München

### A klub olimpiai bronzérmes labdarúgói
- Göröcs János, 1960, Róma
- Solymosi Ernő, 1960, Róma
- Török Gábor, 1960, Róma
- Várhidi Pál, 1960, Róma

### A klub világbajnoki ezüstérmes labdarúgói
- Balogh István, 1938, Franciaország
- Szalay Antal, 1938, Franciaország
- Vincze Jenő, 1938, Franciaország
- Zsengellér Gyula, 1938, Franciaország
- Tóth Mihály, 1954, Svájc

### A klub Európa-bajnoki bronzérmes labdarúgói
- Bene Ferenc, 1964, Spanyolország
- Solymosi Ernő, 1964, Spanyolország

### Az Újpest gólkirályai az élvonalban
Zsengellér Gyula és Bene Ferenc 5-5, Dunai II Antal és Fazekas László 3-3 alkalommal hódították el a gólkirályi címet az első osztályban. Érdekesség, hogy az élvonal góllövőlistájának örök ranglistáját 393 góllal vezető Szusza Ferenc egyszer sem érdemelte ki a gólkirályi címet.
| Bajnoki évszám | Játékos neve                            | Csapat neve                     | Rúgott gólok               |
| 1922/1923      | Priboj István                           | Újpesti TE                      | 25 gól                     |
| 1923/1924      | Jeszmás József                          | Újpesti TE                      | 15 gól                     |
| 1932/1933      | Jávor Pál                               | Újpest FC                       | 31 gól                     |
| 1937/1938      | Zsengellér Gyula                        | Újpest FC                       | 31 gól                     |
| 1938/1939      | Zsengellér Gyula                        | Újpest FC                       | 56 gól                     |
| 1942/1943      | Jenőfi Jenő és Zsengellér Gyula közösen | Vasas SC, Újpest FC             | 26 gól                     |
| 1943/1944      | Zsengellér Gyula                        | Újpest FC                       | 33 gól                     |
| 1945           | Zsengellér Gyula                        | Újpest FC                       | 36 gól                     |
| 1962/1963      | Bene Ferenc                             | Újpesti Dózsa                   | 23 gól                     |
| 1967           | Dunai II Antal                          | Újpesti Dózsa                   | 36 gól (Európai ezüstcipő) |
| 1968           | Dunai II Antal                          | Újpesti Dózsa                   | 31 gól (Európai bronzcipő) |
| 1969           | Bene Ferenc                             | Újpesti Dózsa                   | 27 gól                     |
| 1970 tavasz    | Dunai II Antal                          | Újpesti Dózsa                   | 14 gól                     |
| 1971/1972      | Bene Ferenc                             | Újpesti Dózsa                   | 29 gól                     |
| 1972/1973      | Bene Ferenc                             | Újpesti Dózsa                   | 23 gól                     |
| 1974/1975      | Kozma Mihály és Bene Ferenc közösen     | Budapesti Honvéd, Újpesti Dózsa | 20 gól                     |
| 1975/1976      | Fazekas László                          | Újpesti Dózsa                   | 19 gól                     |
| 1977/1978      | Fazekas László                          | Újpesti Dózsa                   | 24 gól                     |
| 1978/1979      | Fekete László                           | Újpesti Dózsa                   | 31 gól (Európai ezüstcipő) |
| 1979/1980      | Fazekas László                          | Újpesti Dózsa                   | 36 gól (Európai ezüstcipő) |
| 2005/2006      | Rajczi Péter                            | Újpest FC                       | 23 gól                     |

## A klub edzői
- Holits Ödön, 1922–24, 1925–26
- Hlavay György, 1924–25
- Pozsonyi Imre, 1926–28
- Bányai Lajos, 1928–32
- Tóth Potya István, 1932–34
- Jánossy Béla, 1934–37
- Sternberg László, 1937–38
- Guttmann Béla, 1938–39, 1947
- Mészáros István, 1939–40
- Takács Géza, 1940–43, 1945
- Lutz Lajos, 1943
- Kertész Géza, 1943–44
- Jávor Pál, 1945–47, 1951–54
- Vincze Jenő, 1947–48
- Sós Károly, 1948
- Balogh István, 1948–49, 1958–59
- Ember József, 1949–50
- Kemény Tibor, 1950
- Opata Zoltán, 1950–51
- Kolozsvári Gyula, 1954
- Bukovi Márton, 1955–56
- Balogh Sándor, 1957–58, 1965–66
- Szűcs Gyula, 1959–60, 1962–63, 1973
- Fenyvesi László, 1960–61
- Kalocsay Géza, 1961–62
- Szusza Ferenc, 1963–65, 1980–81
- Baróti Lajos, 1967–71
- Kovács Imre, 1971–73
- Várhidi Pál, 1974–80
- Temesvári Miklós, 1981–85
- Göröcs János, 1985–88
- Varga István, 1988–90
- Kovács Ferenc, 1990–92
- Bene Ferenc, 1992–93
- Garami József, 1993–96
- Nagy László, 1996–97
- Várhidi Péter, 1997–99, 2000
- Glázer Róbert, 1999, 2002
- Kisteleki István, 2000–01
- Molnár László, 2002
- Szabó András, 2002–03
- Sarlós András, 2003
- Mezey György, 2003
- Mészöly Géza, 2004–06
- Bicskei Bertalan, 2006
- Valère Billen, 2006
- Urbányi István, 2006–2008
- Szentes Lázár, 2008–2009
- William McStay, 2009–2010
- Mészöly Géza, 2010–2011
- Zoran Spisljak, 2011–2012
- Marc Lelièvre,  2012
- Jos Daerden,  2012–2013
- Marc Lelièvre,  2013
- Kozma István, 2013
- Nebojša Vignjević, 2013–2020
- Predrag Rogan, 2020
- Michael Oenning, 2020–2021
- Miloš Kruščić, 2022–2023
- Nebojša Vignjević, 2023–2024
- Mészöly Géza, 2024
- Bartosz Grzelak, 2024–2025
- Damir Krznar, 2025–

## Sikerek

### Magyar bajnokság
- Magyar labdarúgó-bajnokság (első osztály)
  -  20 aranyérem – 1929–30, 1930–31, 1932–33, 1934–35, 1938–39, 1945 tavasz, 1945–46, 1946–47, 1959–60, 1969, 1970 tavasz, 1970–71, 1971–72, 1972–73, 1973–74, 1974–75, 1977–78, 1978–79, 1989–90, 1997–98
  -  21 ezüstérem – 1920–21, 1922–23, 1926–27, 1931–32, 1933–34, 1935–36, 1937–38, 1940–41, 1941–42, 1960–61, 1961–62, 1967, 1968, 1976–77, 1979–80, 1986–87, 1994–95, 1996–97, 2003–04, 2005–06, 2008–09
  -  18 bronzérem – 1916–17, 1918–19, 1921–22, 1923–24, 1927–28, 1928–29, 1936–37, 1939–40, 1950 ősz, 1951, 1952, 1957 tavasz, 1962–63, 1965, 1975–76, 1987–88, 1995–96, 1998–99, 2017–18
- Magyar labdarúgó-bajnokság (másodosztály)
  -  2 aranyérem – 1904, 1911–12
  -  1 ezüstérem – 1903
  -  1 bronzérem – 1901

### Magyar kupa
- 11 aranyérem – 1969, 1970, 1974–75, 1981–82, 1982–83, 1986–87, 1991–92, 2001–02, 2013–14, 2017–18, 2020–21
- 7 ezüstérem – 1921–22, 1922–23, 1924–25, 1926–27, 1932–33, 1997–98, 2015–16

### Szuperkupa
- 3 aranyérem – 1992, 2002, 2014

### Nemzetközi sikerek
- Bajnokok Tornája/Bajnokcsapatok Európa-kupája/Bajnokok Ligája (BEK,BL)
  - győztes (1): 1930
  - elődöntős (1): 1974
  - negyeddöntős (2): 1972, 1973
- Vásárvárosok kupája/UEFA-kupa/Európa-liga (VVK, EL)
  - ezüstérmes (1): 1969
  - negyeddöntős (2): 1964, 1966
- Intertotó-kupa
  - negyeddöntős (1): 1963
- Kupagyőztesek Európa-kupája (KEK)
  - elődöntős (1): 1962
  - negyeddöntős (1): 1984
- Közép-európai kupa (KK)
  - győztes (2): 1929, 1939
  - ezüstérmes (1): 1967

### Egyéb trófeák
- Joan Gamper Trófea:
  - győztes (1): 1970
- Trofeo Colombino:
  - győztes (1): 1971

## Rekordok
- Legnagyobb arányú győzelem a ligában (otthon): 16–0, Nemzeti SC (1945. május 22.)
- Legnagyobb arányú győzelem a ligában (idegenben): 11–0, Békéscsaba (1945. november 27.)
- Legnagyobb arányú vereség a ligában (otthon): 0–6, FTC (1907. szeptember 30.)
- Legnagyobb aranyú vereség a ligában (idegenben): 0–9, Törekvés (1914. május 17.)
- Legtöbb, a csapat színeiben játszott mérkőzés: 462, Szusza Ferenc (1941–1960)
- Legtöbb, a csapat színeiben szerzett gól: 393, Szusza Ferenc (1941–1960)
- Legtöbb, a csapat színeiben szerzett gól egy szezonban: 56, Zsengellér Gyula (1938–1939)
- Legtöbb néző átlag: 27 923 (1964)
- Leghosszabb veretlenségi sorozat: 31 mérkőzés, (1945. július 30.–1946. június 16.)
- Leghosszabb győzelmi sorozat: 30 mérkőzés (1945. augusztus 4.–1946. május 26.)
- Legtöbb vereség sorozatban: 8 mérkőzés (1908. december 4.–1909. április 31.)
- Legtöbb lőtt gól egy szezonban: 184 (1945–1946)
- Legtöbb szerzett pont egy szezonban: 76, 34 mérkőzés (1996–1997)

### A magyar élvonalban legtöbb gólt szerző játékosok
| #   | Név              | Időszak   | Gól | Mérkőzés | Átlag |
| --- | ---------------- | --------- | --- | -------- | ----- |
| 1.  | Szusza Ferenc    | 1940–1961 | 393 | 462      | 0,85  |
| 2.  | Zsengellér Gyula | 1935–1947 | 368 | 303      | 1,18  |
| 3.  | Bene Ferenc      | 1961–1978 | 303 | 418      | 0,72  |
| 4.  | Fazekas László   | 1965–1980 | 251 | 408      | 0,62  |
| 5.  | Dunai II Antal   | 1965–1976 | 202 | 326      | 0,62  |
| 6.  | Avar István      | 1929–1936 | 161 | 149      | 1,08  |
| 7   | Fekete László    | 1973-1984 | 136 | 233      | 0,58  |
| 8.  | Göröcs János     | 1957–1972 | 109 | 339      | 0,32  |
| 9.  | Várnai Lajos     | 1945–1954 | 102 | 186      | 0,55  |
| 10. | Kovács Zoltán    | 1996–2008 | 100 | 239      | 0,42  |

## Klubvezetés és szakmai stáb
2025. június 23-án lett frissítve.
| Klubvezetés                                 | Klubvezetés        | Szakmai stáb     | Szakmai stáb    |
| ------------------------------------------- | ------------------ | ---------------- | --------------- |
| Elnök                                       | Ratatics Péter     | Vezetőedző       | Damir Krznar    |
| Ügyvezető igazgató                          | Benczédi Balázs    | Másodedző        | Aleš Mertelj    |
| Játékosmegfigyelő                           | Kovrig Ákos        | Másodedző        | Aleš Mertelj    |
| Játékosmegfigyelő                           | Mersits Botond     | Asszisztens edző | Nikola Mitrović |
| Scouting elemző                             | Juhár Tamás        | Asszisztens edző | Vedran Attias   |
| Utánpótlás operatív igazgató                | Víg Péter          | Csapatmenedzser  | Páll Áron       |
| Kommunikációs vezető                        | Pécsi Márk         | Erőnléti edző    | Száraz Ádám     |
|                                             |                    | Erőnléti edző    | Radó Dániel     |
| Luka Krkljes                                |                    | Erőnléti edző    |                 |
| Kapusedző                                   | Elbert András      |                  |                 |
| Orvos                                       | Dr. Kollár Iván    |                  |                 |
| Orvos                                       | Dr. Lestár Péter   |                  |                 |
| Videóelemző                                 | Varga Samu         |                  |                 |
| Videóelemző                                 | Benczés Balázs     |                  |                 |
| Videóelemző                                 | Vedran Attias      |                  |                 |
| Fizioterapeuta                              | Zarko Milovanovic  |                  |                 |
| Fizioterapeuta                              | Aleksandar Jovetic |                  |                 |
| Fizioterapeuta                              | Varga Dorottya     |                  |                 |
| Masszőr                                     | Kádár József       |                  |                 |
| Masszőr                                     | Hénap Kálmán       |                  |                 |
| Fiatalok egyéni fejlesztéséért felelős edző | Bodor Boldizsár    |                  |                 |
| Első csapat technikai vezető                | Zsitva Babett      |                  |                 |
| Adatelemző                                  | Tuza Kornélia      |                  |                 |
| Szertáros                                   | Nagy Tamás         |                  |                 |

## Stadion

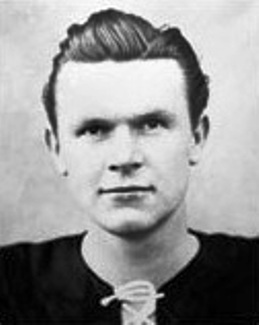
Szusza Ferenc a stadion névadója, a világ egyik leggólerősebb csatára

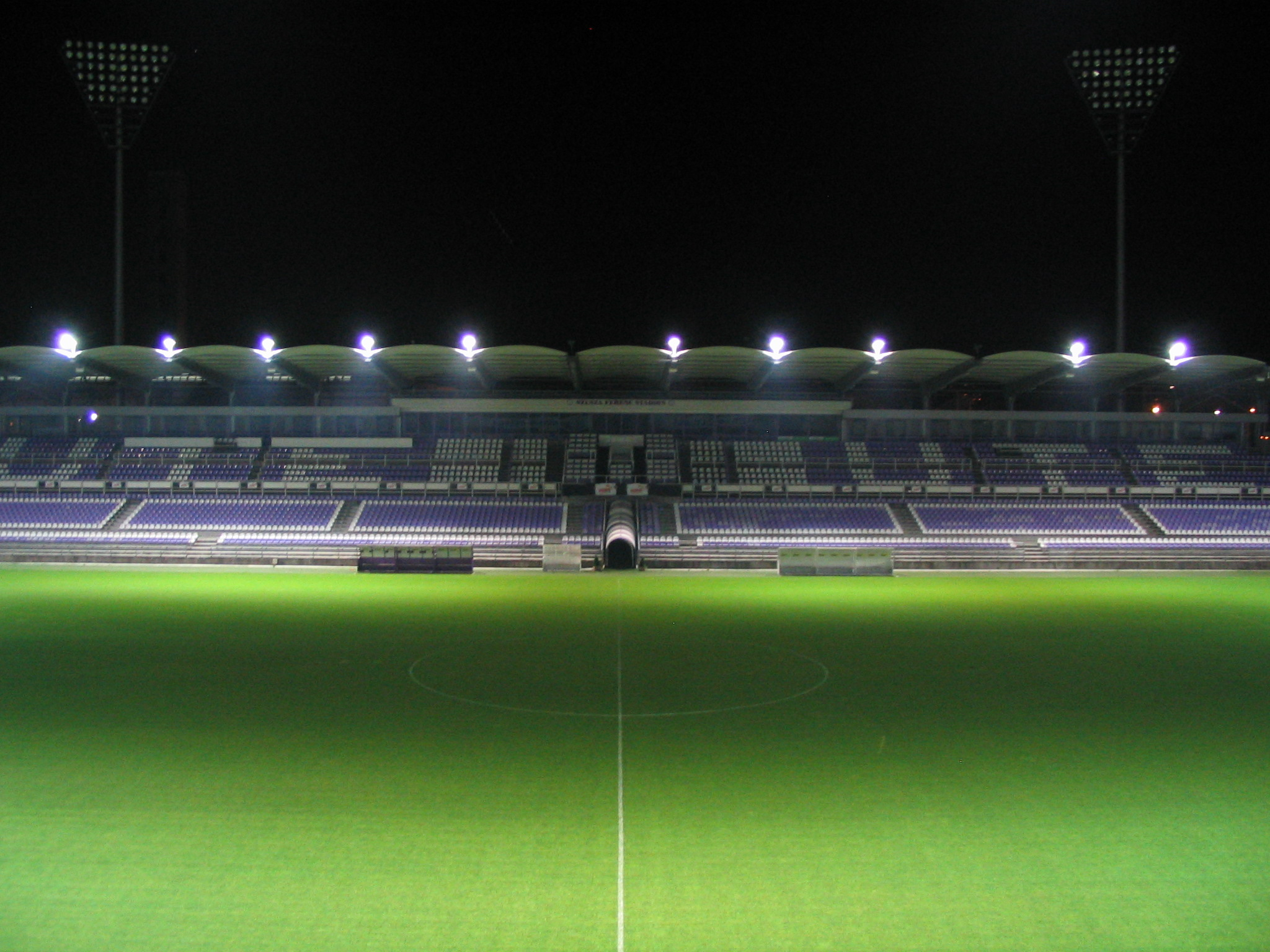
A Szusza Ferenc Stadion új külseje

Az Újpest FC székhelye, Budapest IV. kerületében, Újpesten, a Megyeri úton található, melynek neve 2003-óta Szusza Ferenc Stadion, a csapat korábbi legendás labdarúgójáról. 
Az első stadion építését helyi sportbarátok támogatták anyagilag. 20 ezer férőhelyes volt. 1922. szeptember 17-én a nyitó mérkőzést 15 ezer néző előtt az FTC-vel rendezték, melyet az Újpest nyert meg.
- Befogadóképesség: A 2017-es felújítás után 13 501-ről 12 670-re csökkent, a hazai és a vendégszurkolók szektora felcserélődött. A vendégszektorban 2620 szurkoló fér el.
- Világítás: 1.250 lux

## Szurkolók
Az Újpest FC-nek Magyarország foci szerető lakosságának 16%-a szurkol, tehát körülbelül 300 000 ember[forrás?], így a csapat a második legnépszerűbb az országban (a Ferencváros után)[forrás?], de nagyrészt a fővárosban szurkolnak a csapatnak, bár vidéken is népszerű. Az Újpest kitartó, lojális és népes kemény maggal rendelkezik,[forrás?] akik általában felelősek a meccsek hangulatáért. Komoly problémát jelent a csapat számára a viszonylagosan alacsony nézőszám.[forrás?] Bár a kemény mag mindig képviselteti magát a meccseken, ritkán emelkedik a nézőszám 4000 fölé, bár ez nem megy a hangulat rovására, ráadásul nagyobb rangadókon azért megtelik a Szusza Ferenc Stadion. Az Újpest rendelkezik Magyarország 2. legnagyobb "utazó táborával".[forrás?] Az egyesült szurkolói csoportja az Újpest Ultras.

### Újpestnek szurkoló ismert személyek
- Barkóczi Balázs, országgyűlési képviselő (DK)
- Bárdos András, újságíró[49]
- Cseke Péter (színművész)
- Dunai Ede, író
- Fenyő Miklós, énekes[50]
- Havas Henrik, újságíró, műsorvezető[51]
- Horváth Attila (szövegíró)[52]
- Horváth Károly "Charlie", énekes[53]
- Kőszegi Ákos, színész
- Laki Péter (színművész)
- Lányi Zsolt, az FKGP egykori politikusa[54]
- Majoros Péter „Majka”, rapper, műsorvezető[55]
- Móring József Attila, politikus (KDNP)
- Simet László, artistaművész
- Skardelli György, építész[56]
- Somos András (újságíró)
- Stohl András, színész, műsorvezető[57]
- Szabó Tímea, politikus (Párbeszéd)
- Széki Attila „Curtis”, rapper
- Turan Khan, rapper[58]
- Vastagh Pál, politikus (MSZP)[59]
- Vincze Gergely „BLR”, rapper
- Wintermantel Zsolt, politikus (Fidesz)[60]
- Zagyva György Gyula volt országgyűlési képviselő (Jobbik)[61]
- Zana József, színész
- Ganxsta Zolee, rapper[62]
- Zsigmond Barna Pál, országgyűlési képviselő (Fidesz)

## Szezonok
| - 2000–2001 - 2001–2002 - 2002–2003 - 2003–2004 - 2004–2005 - 2005–2006 - 2006–2007 - 2007–2008 - 2008–2009 - 2009–2010 | - 2010–2011 - 2011–2012 - 2012–2013 - 2013–2014 - 2014–2015 - 2015–2016 - 2016–2017 - 2017–2018 - 2018–2019 - 2019–2020 | - 2020–2021 - 2021–2022 - 2022–2023 - 2023–2024 - 2024–2025 - 2025–2026 |